# تاي هيل
جون تاي هيل ولد يوم 3 جوان 1982 هو لاعب كرة قدم جامعي أمريكي سابق ومحترف كرة قدم لعب في الدوري الوطني لكرة القدم (ان اف ال) لمدة خمسة مواسم. لعب كرة القدم الجامعية في جامعة كليمسون ، وحصل على مرتبة الشرف من جميع الامريكيين. تمت صياغته من قبل سانت لويس رامز في الجولة الأولى من 2006 مشروع (ان اف ال ) . بيلعب في مركز جناح, و لعب مع فريق اتلانتا فالكونز وتينيسي تايتنز وديترويت لايونز .